# Okręg wyborczy Aberavon
Okręg wyborczy Aberavon – dawny okręg wyborczy, powstały w 1918 r., który wysyłał do brytyjskiej Izby Gmin jednego deputowanego. Okręg był położony w południowej Walii, na prawym brzegu rzeki Afan, przy jej ujściu do zatoki Swansea. Okręg zniesiony w 2023 roku. Większość jego obszaru weszła w skład nowo utworzonego okręgu wyborczego Aberafan Maesteg, pozostała część znalazła się w również nowo utworzonym okręgu Neath and Swansea East.

## Deputowani do brytyjskiej Izby Gmin z okręgu Aberavon
- 1918–1922: John Edwards, Partia Pracy
- 1922–1929: Ramsay MacDonald, Partia Pracy
- 1929–1959: William Cove, Partia Pracy
- 1959–2001: John Morris, Partia Pracy
- 2001-2015: Hywel Francis, Partia Pracy
- 2015-2024: Stephen Kinnock, Partia Pracy